# Guerrero
Guerrero là một trong 31 bang, cùng với Quận liên bang, là 32 thực thể Liên bang của México.
Bang này nằm ở Tây Nam Mexico. Guerrero không tồn tại như một thực thể cho đến năm 1849, khi nó được tách ra từ các phần lãnh thổ của các bang của Mexico, Puebla và Michoacán. Tên của bang được đặt nhằm tôn vinh Vicente Guerrero. Thủ phủ bang là thành phố Chilpancingo de los Bravo. Các thành phố quan trọng khác bao gồm Acapulco, Petatlan, Ciudad Altamirano, Taxco, Iguala, Ixtapa, Zihuatanejo, và Santo Domingo. Ngày nay, đây là nơi sinh sống của một số cộng đồng bản địa, bao gồm người Nahua, người Mixtec và người Amuzgo. Đây cũng là nơi có các cộng đồng người Mexico gốc Phi ở khu vực Costa Chica.

## Liên kết
- (tiếng Tây Ban Nha) Guerrero State Government Lưu trữ ngày 2 tháng 12 năm 1998 tại Wayback Machine
- State of Guerrero